# ۱۸ جمادی‌الثانی
۱۸ جمادی‌الثانی، هجدهمین روز ماه جمادی‌الثانی در تقویم هجری قمری است.
در تقویم هجری قمری قراردادی این روز صد و شصت و ششمین روز سال است.

## درگذشتگان
- ۱۲۸۱ (قمری)، شیخ مرتضی انصاری، از علما و فقهای بزرگ شیعه در قرن ۱۳ (قمری).